# Pequenas Grandes Mulheres: LA
Pequenas Grandes Mulheres: LA é uma reality de televisão americano que estreou em 27 de maio de 2014, no Lifetime. A série narra a vida de mulheres com nanismo que são amigas que moram em Los Angeles, Califórnia.
O sucesso do programa resultou em vários spin-offs, incluindo A Pequena Família de Terra, Pequenas Grandes Mulheres: NY, Pequenas Grandes Mulheres: Atlanta e Pequenas Grandes Mulheres: Dallas.

## Elenco
| Elenco                  |            |
| ----------------------- | ---------- |
| Elenco                  | Terra Jolé |
| Tonya Bancos            |            |
| Elena Gant              |            |
| Christy McGinity Gibel. |            |
| Briana Pedreiro         |            |
| Jasmine Arteaga Sorge   |            |
| Traci Harrison Tsou     |            |
| Brittney Guzman         |            |

## Episódios

### Temporada 1 (2014)
| Não. no série | Não. no temporada | Título | Data de transmissão Original | EUA espectadores (milhões de euros) |
| ------------- | ----------------- | ------ | ---------------------------- | ----------------------------------- |

 (liia)

## Dublagem
| Elenco                | Dublagem         |            |            |
| Principais            | Principais       | Principais | Principais |
| --------------------- | ---------------- | ---------- | ---------- |
| Briana Renee          | Rosangela Mello  |            |            |
| Elena Gant            | Renata Villaça   |            |            |
| Jasmine Arteaga Sorge | Tatiane Keplmair |            |            |
| Terra Jolé            | Angela Couto     |            |            |
| Tonya Banks           | Alessandra Merz  |            |            |
| Participações         |                  |            |            |
| Preston               | Douglas Guedes   |            |            |